# Kallima acerifolia
Kallima acerifolia är en fjärilsart som beskrevs av Hans Fruhstorfer 1913. Kallima acerifolia ingår i släktet Kallima och familjen praktfjärilar. Inga underarter finns listade i Catalogue of Life.